# フライド・グリーン・トマト
『フライド・グリーン・トマト』（原題：Fried Green Tomatoes）は、1991年に製作されたアメリカ映画。
原作は、1987年に発表されたファニー・フラッグの小説『Fried Green Tomatoes at the Whistle Stop Cafe』。
「ホイッスル・ストップ・カフェ」を経営する2人の女性の出来事を、老人ホームの老婆が語る形式のドラマ。タイトルの「フライド・グリーン・トマト」というのはカフェの名物料理のことで、緑のトマトをスライスし、衣をつけてフライパンで揚げたもの。
ジェシカ・タンディがアカデミー助演女優賞にノミネート。

## ストーリー
ジョージア州に住む主婦エヴリンは、子供たちも独立し、自分に無関心な夫エドへの愛情も失せつつあった。そんなある日、叔母への面会で訪ねた老人ホームで、はつらつと元気な老女ニニーに出会う。怠惰な生活を送るエヴリンに、ニニーはそっと昔話を聞かせ始めた。
……その昔、南部アラバマの小さな町に暮らす少女イジーは、最愛の兄バディを突然の事故で亡くしてしまう。そんな失意のイジーに優しく寄り添ったのは、バディの恋人ルースであった。愛する人を失った二人は、深い友情で結ばれていく。
やがて月日が流れ、ルースは結婚。しかし、その夫フランクは差別主義者で暴力も厭わない男であった。妊娠していたルースにイジーは救いの手を貸し、二人は黒人やホームレスたちも迎え入れる食堂「ホイッスル・ストップ・カフェ」を経営し始める。だがその後も、フランクやクー・クラックス・クラン（KKK）の連中などから脅迫され続けていた。
そんなある日、フランクが突然行方不明になる。犯人とされ裁判にかけられたイジーだったが、結局フランクは見つからないまま、最後には無罪となる。裁判を見届けたあと、病身のルースは静かに天へ旅立っていった。残されたイジーと仲間たちは、共に力強く生きていくことを決意する……。
エヴリンはその話にすっかり心を打たれ、希望を見い出していく。やがて老人ホームを出たニニーを、自宅に迎え入れて新しい人生を歩み始めようと決めたのだった。

## キャスト
※括弧内は日本語吹替
- エヴリン・カウチ - キャシー・ベイツ（小宮和枝）
- ニニー・スレッドグッド - ジェシカ・タンディ（麻生美代子）
- イジー・スレッドグッド - メアリー・スチュアート・マスターソン（小林優子）
- ルース・ジェイミソン - メアリー＝ルイーズ・パーカー（佐々木優子）
- バディ・スレッドグッド - クリス・オドネル（松本保典）
- ジプシー - シシリー・タイソン（竹口安芸子）
- エド・カウチ - ゲイラード・サーテイン（茶風林）
- ビッグ・ジョージ - スタン・ショウ（菅原正志）
- フランク・ベネット - ニック・サーシー（田原アルノ）
- グラディ・キルゴア - ゲイリー・バサラバ（西村知道）
- スモーキー・ロンサム - ティモシー・スコット（伊井篤史）
- スクロギンズ牧師 - リチャード・リール（稲葉実）
- カーティス・スムート保安官 - レイノール・シェイン（塚田正昭）

## エピソード
- 映画版ではイジーとルースの関係は単に「親友同士」とされており、原作における同性愛という関係性が完全に消されている。
- 作中のキャシー・ベイツによる台詞「私はもう太った化け物じゃない」は、この前年に彼女が主演した映画『ミザリー』へのオマージュ。
- ジェシカ・タンディも主演した『ドライビング Miss デイジー』を連想させる台詞がある。